# Вальзер, Рольф
Рольф Ва́льзер (нем. Rolf Walser) — швейцарский кёрлингист.
В составе мужской сборной Швейцарии участник чемпионата мира 1985 (заняли восьмое место). Чемпион Швейцарии среди мужчин.
Играл на позиции второго.

## Достижения
- Чемпионат Швейцарии по кёрлингу среди мужчин: золото (1985).

## Команды
| Сезон   | Четвёртый     | Третий            | Второй        | Первый         | Турниры                      |
| ------- | ------------- | ----------------- | ------------- | -------------- | ---------------------------- |
| 1984—85 | Маркус Кенциг | Сильвано Флюкигер | Рольф Вальзер | Марио Флюкигер | ЧШМ 1985 · ЧМ 1985 (8 место) |

(скипы выделены полужирным шрифтом)